# Nancy Drew: Warnings at Waverly Academy
Advertencias en Waverly Academy es la 21.ª entrega de la serie de juegos de aventuras point-and-click Nancy Drew de Her Interactive. El juego está disponible para jugar en plataformas Microsoft Windows. Tiene una clasificación ESRB de E por momentos de violencia leve y peligro. Los jugadores asumen la perspectiva en primera persona de la detective amateur ficticia Nancy Drew y deben resolver el misterio interrogando a los sospechosos, resolviendo acertijos y descubriendo pistas. Hay dos niveles de juego, el modo detective júnior y el modo detective sénior, cada uno ofrece un nivel de dificultad diferente de acertijos y pistas; sin embargo, ninguno de estos cambios afecta la trama del juego. El juego está basado vagamente en el libro The Curse of the Black Cat (2000).

## Trama
Nancy Drew se infiltra como una estudiante transferida llamada «Becca Sawyer» en la Academia Waverly para niñas, un exclusivo internado en el norte del estado de Nueva York. Los candidatos con mejores calificaciones han estado recibiendo notas amenazantes firmadas por alguien llamado el "Gato Negro". Tan pronto como una niña recibe dos amenazas, algo malo le sucede. Una niña tuvo una reacción alérgica grave y tuvo que ser trasladada de urgencia al hospital. Otro estuvo encerrado en un armario completamente oscuro toda la noche. Los padres de las víctimas amenazan con demandar a la escuela si no se identifica rápidamente al autor. La directora cuenta con Nancy para resolver el misterio antes de que las amenazas se vuelvan mortales.

## Desarrollo

### Personajes
- Nancy Drew - Nancy es una detective aficionada de 18 años de la ciudad ficticia de River Heights en Estados Unidos. Ella es el único personaje jugable en el juego, lo que significa que el jugador debe resolver el misterio desde su perspectiva.
- Izzy Romero - Izzy es la chica más popular de Waverly. Ella es la presidenta del cuerpo estudiantil y el alma de la fiesta. Sin embargo, mantener su corona como reina de la escuela no es una tarea fácil.
- Mel Corbalis - Mel es una paria y reclusa autoproclamada. Ella pasa la mayor parte de su tiempo detestando las camarillas sociales de la escuela y practicando su violonchelo. La aceptaron automáticamente en Waverly porque proviene de una larga línea de exalumnas, pero como chica gótica residente, realmente no encaja.
- Leela Yadav - Leela es la atleta estrella ferozmente competitiva de Waverly, que hace malabarismos para obtener calificaciones excelentes y jugar al fútbol y al baloncesto.
- Corine Myers - Corine es una de las chicas más inteligentes de toda la escuela, y ella será la primera en decírtelo. Las otras chicas piensan que ella se esfuerza demasiado para agradar y la mayoría se mantiene alejada de ella.
- Rachel Hubbard - Hace tres semanas, Rachel casi tenía el título de mejor estudiante en su haber, pero luego reprobó un examen importante. Para poder recuperar el liderazgo, todas las demás chicas también tendrían que suspender un examen o un trabajo.

### Elenco
- Nancy Drew - Lani Minella
- Mel Corbalis -Samara Lerman
- Rachel Hubbard / La chica chismosa - Adrienne MacIain
- Corine Myers -Emilie Rommel
- Izzy Romero - Khanh Doan
- Leela Yadav - Kasey Brockwell
- Megan Vargas / La chica chismosa - Nicole Fierstein
- Ned Nickerson - Scott Carty
- Paige Griffin / Chica chismosa - Charissa Bertels
- La chica chismosa - Shanna Palmer[3]